# Филина, Лариса Владимировна
Лари́са Влади́мировна Фи́лина (в девичестве Федо́ринова) — советская фигуристка, выступавшая в танцах на льду. Мастер спорта международного класса. С 1986 по 1989 годы выступала в паре с Евгением Платовым. В паре с ним она — участница чемпионата мира 1989 года, где дуэт занял 6-е место. Также в паре с Платовым становилась победителем турнира Мемориал Карла Шефера в 1988 году.
После окончания спортивной карьеры стала тренером по фигурному катанию. В частности, тренировала пару Яна Хохлова — Сергей Новицкий. Заслуженный тренер России.

## Спортивные достижения
С Е. Платовым
| Соревнование/Сезон                          | 1987—1988 | 1988—1989 |
| ------------------------------------------- | --------- | --------- |
| Чемпионаты мира                             |           | 6         |
| Чемпионаты СССР                             | 4         | 4         |
| Grand Prix Internationale de Paris          | 4         |           |
| Турнир на призы газеты «Московские новости» |           | 2         |
| Мемориал Карла Шефера                       |           | 1         |